# Centralny depozyt papierów wartościowych
Centralny depozyt papierów wartościowych – instytucja, która przechowuje papiery wartościowe oraz inne aktywa finansowe i administruje nimi, prowadzi rachunki emisyjne i umożliwia przetwarzanie transakcji w formie zapisów księgowych. Aktywa mogą występować albo w formie materialnej, albo zdematerializowanej (tylko jako zapisy elektroniczne).